# Rhadinocythere serrata
Rhadinocythere serrata är en kräftdjursart som först beskrevs av Clarence Clayton Hoff 1944.  Rhadinocythere serrata ingår i släktet Rhadinocythere och familjen Entocytheridae. Inga underarter finns listade i Catalogue of Life.